# Gaertnera madagascariensis
Gaertnera madagascariensis là một loài thực vật có hoa trong họ Thiến thảo. Loài này được (Hook.f.) Malcomber & A.P.Davis mô tả khoa học đầu tiên năm 2005.